# Roodt-sur-Eisch
Roodt-sur-Eisch (lb. Rued, niem. Roodt-Eisch) – wieś w południowo-zachodnim Luksemburgu, w gminie Hobscheid, w kantonie Capellen. Do 3 października 2015 leżała w dystrykcie Luksemburg. Wieś zamieszkuje 247 osób.